# Umberto Bindi
Umberto Bindi (12. května 1932 – 23. května 2002) byl italský zpěvák. Narodil se ve městě Bogliasco a svou kariéru zahájil ve druhé polovině padesátých let. Své první album nazvané Umberto Bindi e le sue canzoni vydal v roce 1964 a následovalo několik dalších. Jeho písně později hráli například Chet Baker, Don Marino Barreto Junior, Cilla Black, Mina nebo Ornella Vanoni. Roku 1975 získal ocenění Premio Tenco. Ve svých sedmdesáti letech podlehl srdeční chorobě.